# Nile
Nile je američki tehnički death metal-sastav koji je 1993. u Greenvillu osnovao pjevač i gitarist Karl Sanders, koji je do danas njegov jedini stalni član. Dobio je ime po Nilu, rijeci u Africi.

## Povijest

### Osnivanje i prvi albumi
Nile je 1993. godine osnovao Karl Sanders. Godine 1994. skupina je snimila svoj prvi demouradak Nile u Sanctuary Studiosu. Na njemu je bas-gitaru svirao Chief Spires, bubnjeve je svirao Pete Hammoura, a Karl Sanders pjevao je i svirao gitaru. Iste je godine snimljen i drugi demouradak koji nije bio objavljen sve do 2011. godine. Godine 1995. objavljen je prvi EP Festivals of Atonement. Treći demouradak Ramses Bringer of War objavljen je 1996. godine.
Prvi studijski album Amongst the Catacombs of Nephren-Ka snimljen je 1998., a 28. travnja iste godine objavio ga je Relapse Records. Godine 1997. Nileu se pridružio gitarist Dallas Toler-Wade; premda nije svirao na prvom albumu, prvi je put snimao pjesme sa skupinom tijekom rada na drugom studijskom albumu Black Seeds of Vengeance objavljenom u rujnu 2000. godine. Prije objave tog albuma bubnjar Pete Hammoura napustio je sastav, pa je preostale bubnjarske dionice snimio bubnjar Derek Roddy, koji je sudjelovao u snimanju uratka kao gostujući glazbenik. Nakon što je sastav objavio album, Chief Spires također je napustio sastav, a novi je basist postao Jon Vesano.

### 2002. – 2010.
Godine 2002. objavljen je album In Their Darkened Shrines. Na njemu je bubnjeve svirao Tony Laureano, koji se pridružio skupini 2000. godine. Napustio ju je 2004. godine, nakon čega ga je zamijenio grčki glazbenik George Kollias, također član sastava Nightfall. Četvrti album skupine Annihilation of the Wicked objavljen je u svibnju 2005. godine. Nakon snimanja albuma basist Jon Vesano napustio je grupu, a zamijenio ga je Joe Payne. Za pjesmu "Sacrifice Unto Sebek" snimljen je i glazbeni spot.
U svibnju 2006. godine Nile je potpisao ugovor s Nuclear Blast Recordsom, s kojim surađuje sve do danas. U veljači 2007. počelo je snimanje petog albuma Ithyphallic. Album je objavljen u srpnju iste godine. Dana 21. ožujka 2007. potvrđeno je da će skupina održati koncert na Ozzfestu. Od ožujka do travnja 2008. godine Nile je svirao koncerte sa sastavima Suicide Silence, The Faceless, Unexpect i Warbringer. Od rujna do listopada 2008. sastav je svirao u Europi sa sastavima Grave, Omnium Gatherum i Severe Torture. Sastav je planirao svirati koncerte i u Africi, ali su naposljetku otkazani.
U lipnju 2009. godine počelo je snimanje šestog albuma Those Whom the Gods Detest. Album je objavljen u studenom 2009. i dobio je uglavnom pozitivne kritike.

### 2012. – danas
Godine 2012. novi basist sastava postao je Todd Ellis. Sedmi studijski album At the Gate of Sethu objavljen je u lipnju 2012. godine. U veljači 2015. Todd Ellis napustio je sastav. Osmi studisjki album What Should Not Be Unearthed objavljen je u kolovozu 2015. godine.
U ljeto 2016. godine Nile je sudjelovao u turneji Summer Slaughter. U listopadu 2016. gitarist Dallas Toler-Wade napustio je Nile. Novi gitarist postao je Brian Kingsland. Deveti studijski album Vile Nilotic Rites objavljen je u studenom 2019. godine.

## Glazbeni stil i tekstovi
Stil grupe opisuje se kao tehnički death metal. Glazba sastava brza je i složena. Tekstovi pjesm odnose se na egipatsku i sumersku mitologiju te djela H. P. Lovecrafta. Svi albumi (osim albuma Amongst the Catacombs of Nephren-Ka i Ithyphallic) sadrže bilješke o značenju pjesama. 

## Članovi sastava
Sadašnja postava
- Karl Sanders – vokal, gitara, bas-gitara, klavijature (1993. – danas)
- George Kollias – bubnjevi (2004. – danas)
- Brad Parris – bas-gitara, vocal (2015. – danas)
- Brian Kingsland – gitara, vocal (2017. – danas)

Bivši članovi
- Chief Spires – bas-gitara, vokal (1993. – 2001.)
- Pete Hammoura – bubnjevi, vokal (1993. – 2000.)
- John Ehlers – gitara (1996. - 1997.)
- Dallas Toler-Wade – gitara, bas-gitara, vokal (1997. – 2017.)
- Tony Laureano – bubnjevi (2000. – 2004.)
- Jon Vesano – bas-gitara, vokal (2001. – 2005.)
- Chris Lollis – bas-gitara, vokal (2007. – 2012.)
- Todd Ellis – bas-gitara, vokal (2012. – 2015.)

## Diskografija
Studijski albumi
- Amongst the Catacombs of Nephren-Ka (1998.)
- Black Seeds of Vengeance (2000.)
- In Their Darkened Shrines (2002.)
- Annihilation of the Wicked (2005.)
- Ithyphallic (2007.)
- Those Whom the Gods Destest (2009.)
- At the Gate of Sethu (2012.)
- What Should Not Be Unearthed (2015.)
- Vile Nilotic Rites (2019.)
- The Underworld Awaits Us All (2024.)

Demoalbumi i EP-ovi
- Nile (1994.)
- Festivals of Atonement (1995.)
- Ramses Bringer of War (1996.)

Kompilacije
- In the Beginning (1999.)
- Legacy of the Catacombs (2007.)